# 塞里·圖帕克
塞里·圖帕克（奇楚瓦語：Sayri Tupaq；約1535年—1561年）是印加人的第16代薩帕·印卡（皇帝），1544年至1560年在位，统治位于比爾卡班巴的新印加王国。
塞里·圖帕克是曼科·印卡·尤潘基與庫拉·奧克略的兒子。
塞里的父親趁西班牙殖民者內訌之機起兵攻打庫斯科，但失敗，率殘部逃往比爾卡班巴繼續抗爭。在西班牙人的內訌中，阿爾馬格羅失勢被殺，其支持者受到了曼科的庇護。不過這些受庇護的西班牙人卻發動叛亂，在曼科的兒子面前將曼科殺害。
當時塞里年僅五歲，繼承了皇位，因年幼由部下輔政。塞里統治的十年裡，據守山區的印加人與西班牙人和平共處。秘魯總督佩德羅·德·拉·加斯卡承諾，若塞里離開比爾卡班巴，他將給予庫斯科的土地與馬匹。塞里同意了，但就在準備離開的時候，保柳·印卡突然死去。這是一個不好的訊號（或是一個西班牙人背叛的訊號），塞里最終留在了比爾卡班巴。
1556年，新任總督安德列斯·烏爾塔多·德·蒙多薩到任。雖然塞里已未能統治印加帝國，但仍是比爾卡班巴地區的實際統治者。與前任一樣，烏爾塔多認為把塞里誘騙到西班牙人的據點來更為安全，這樣西班牙人才能夠控制住他。
雙方進行了談判，塞里同意離開比爾卡班巴。他坐在一個豪華的擔架上，由300名隨從陪伴著前往利馬，1560年1月5日，塞里到達了這座城市，烏爾塔多友善地接待了他。塞里重申了自己對印加帝國的統治權，並接受了洗禮，取教名迭戈（Diego）。他獲得西班牙殖民者的完全赦免，被授予「尤卡伊王子」的頭銜、大片地產以及可觀的收入。他在庫斯科附近的尤卡伊定居。值得注意的是，他放棄了象徵王權的紅色穗飾。在教宗儒略三世的安排下，塞里與自己的妹妹庫西·瓦爾卡伊結婚，後來生下了一個女兒。他再也沒有回到比爾卡班巴。
1561年，塞里突然死去。其同父異母兄弟蒂圖·庫西佔據比爾卡班巴，繼續對抗西班牙人。蒂圖懷疑西班牙人把塞里毒死了。